# Marcus Ummidius Quadratus
Marcus Ummidius Quadratus Annianus (138-182) was een Romeins politicus en een neef van de Romeinse keizer Marcus Aurelius.

## Biografie
Quadratus was de zoon van een zus van Marcus Aurelius, Annia Faustina Cornificia, en de Romeinse Senator, Gaius Ummidius Quadratus Annianus Verus. Zijn vader was in 146 consul suffectus. Quadratus stamde af van een van de leidende families in Rome. Hij was geboren en getogen in Rome. Door zijn moeder maakte hij deel uit van heersende dynastie van het Romeinse Rijk. Zijn zuster was Ummidia Cornificia Faustina.
De moeder van Quadratus overleed in de periode tussen 152 en 158 n.Chr. Nadat zijn moeder was gestorven, verdeelden Quadratus en Cornificia Faustina hun moeders erfenis. Door de nalatenschappen van hun ouders werden Quadratus en Cornificia Faustina bijzonder rijk.
Na de dood van zijn moeder nam Quadratus een Griekse vrijgelatene Marcia als minnares. Marcia werd later ook de minnares van de Romeinse keizer Commodus (180 tot 192). Marcia was de vrouw van Quadratus' dienaar Eclectus.
Tijdens het bewind van de Romeinse medekeizers Marcus Aurelius en Lucius Verus diende Quadratus in 167 als consul ordinarius. Na zijn consulaat benoemde Quadratus de eerste zoon van de Pontisch Griekse Romeinse senator en filosoof Gnaeus Claudius Severus, als zijn zoon en erfgenaam. Zijn geadopteerde zoon nam de naam Marcus Claudius Ummidius Quadratus aan. De redenen waarom Ummidius Quadratus dit deed, zijn onbekend.